# Caffè-Pasticceria Sandri
Pour les articles homonymes, voir Sandri.

Caffè-Pasticceria Sandri, salon de café-pâtisserie fondé en 1860 et situé sur Corso Vannucci à Pérouse, est la plus ancienne et la plus renommée pâtisserie de Pérouse et de l'Ombrie. 

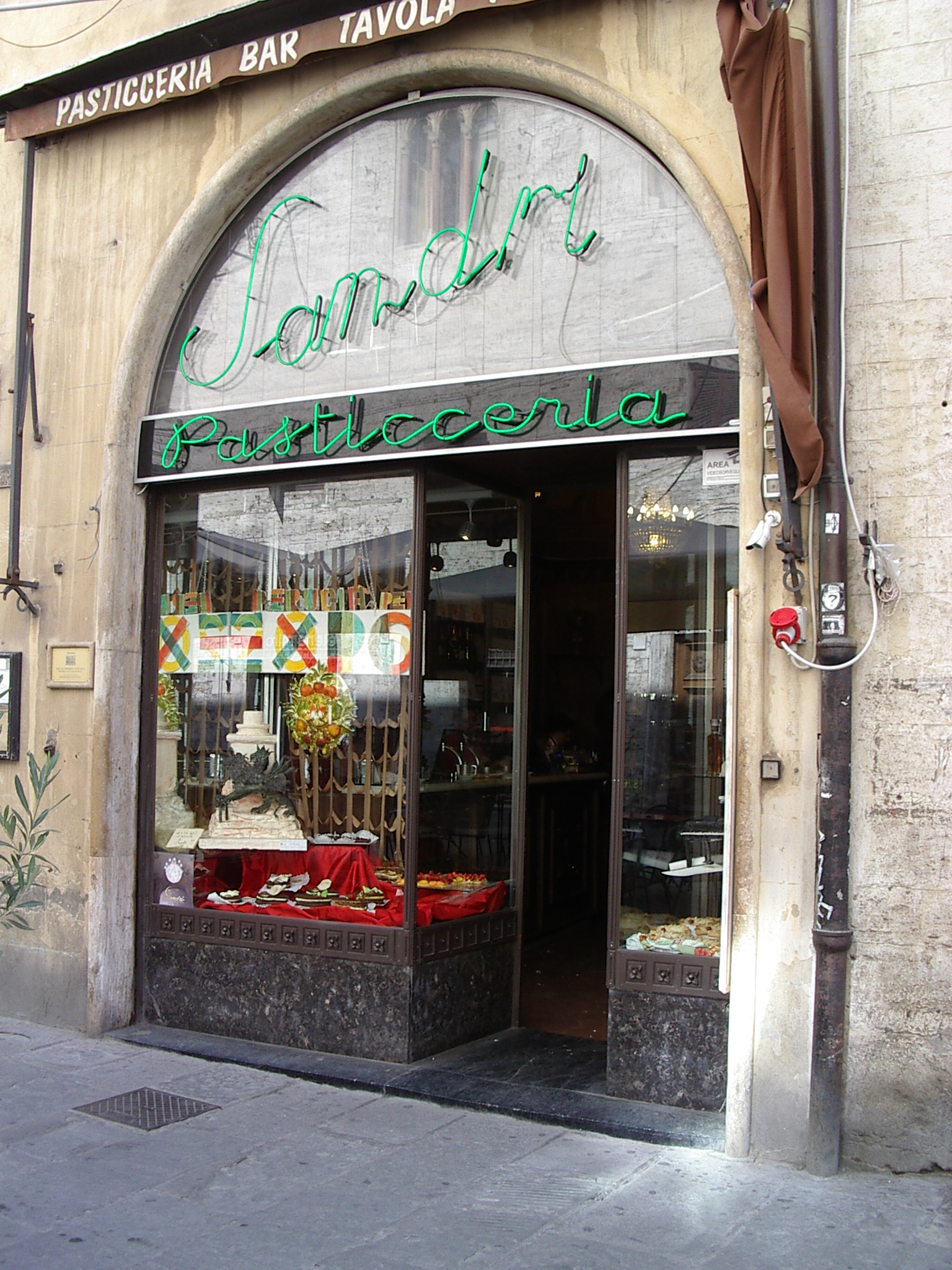
Façade sur le Corso Vannucci

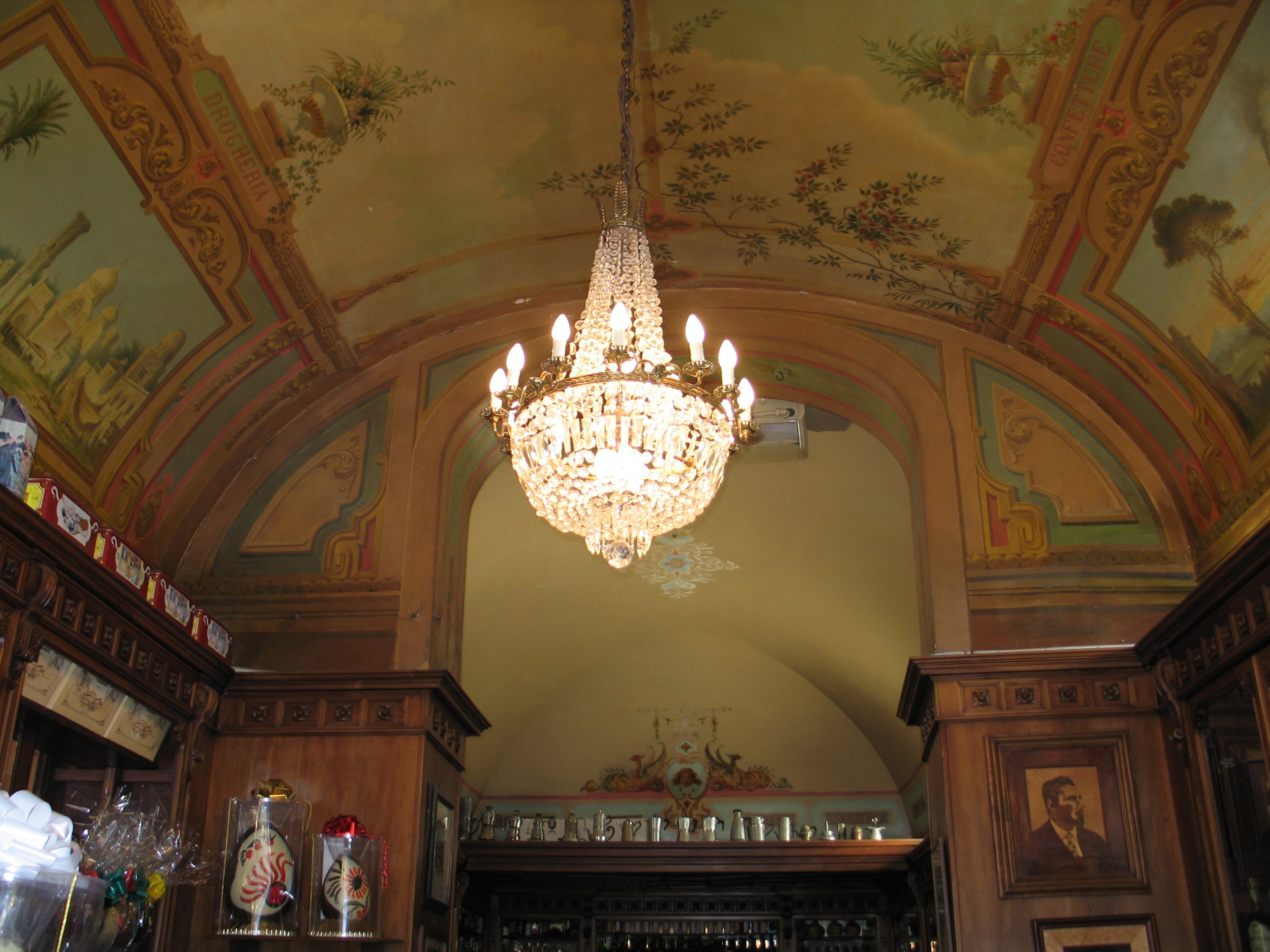
Le plafond décoré à fresque

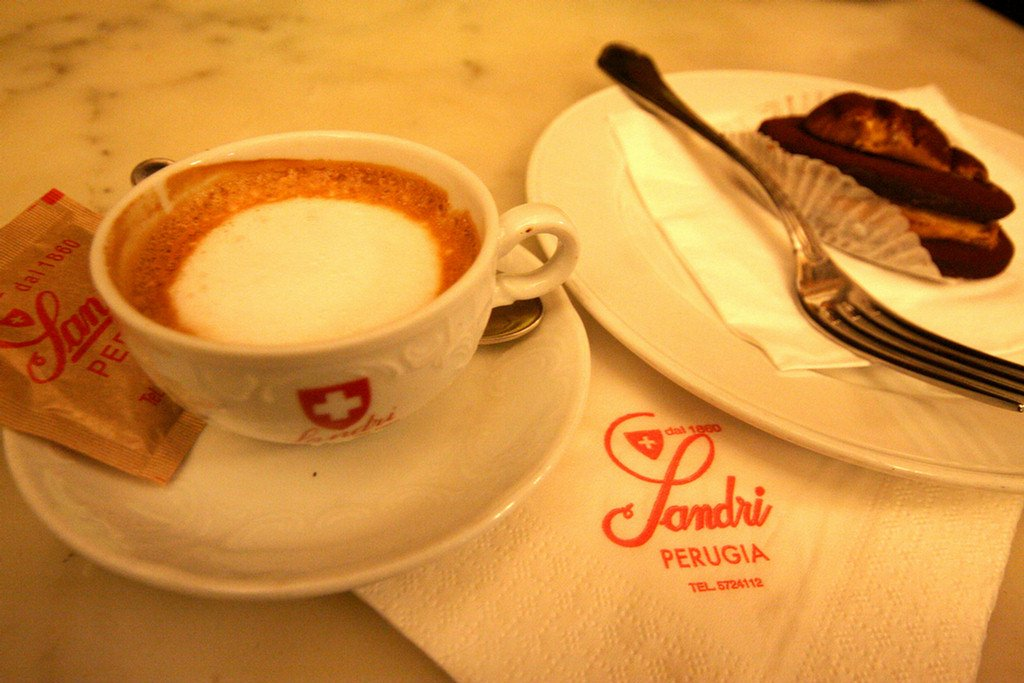
Cappuccino et gourmandise

## Histoire
Le local a été fondé en 1860 par Jachen Suchan (italianisé en Suchani) membre d'une famille d'origine suisse spécialisée dans la fabrication et la diffusion du chocolat. Son nom d'origine est Pasticceria-Drogheria-Confetture coloniali. 
À l'époque, Pérouse est une ville d'une importance considérable dans le milieu de la péninsule, les Suchan décident d'y acheter une partie des anciennes écuries du Palais della Corgna, dans l'artère qui deviendra Corso Vannucci, le cœur de la ville. 
Au cours des années 1920, à la suite des lois autarciques fascistes, le nom Zonder du salon est italianisé en « Sandri », le nom d'un autre Suisse, un tuteur bénévole du jeune William Schucani devenu orphelin à la suite de la mort précoce de son père Charles.
Passés les moments difficiles, les Suchani ont continué à gérer le salon jusqu'à ce jour dont la titulaire est Carla, une restauratrice et une peintre.

## Description
Le restaurant, qui n'était pas particulièrement grand, n'a pas subi de transformations fondamentales. Il est constitué d'une pièce étroite toute en profondeur.
L'endroit est assez exigu mais dégage une certaine tranquillité. En entrant sur la gauche, sur toute la longueur du mur se trouve un comptoir-café sur lequel on trouve en alternance une zone destinée au service de la boisson, une autre aux pâtisseries et une troisième à la préparation d'amuse-gueule salés ainsi qu'un espace de petite restauration.
Sur la partie droite se trouvent des petites tables en marbre avec des bases en fonte adossées à un long meuble en bois au milieu duquel se trouve la caisse et dont les tiroirs et les vitrines servent de présentoir pour les productions.
Les plafonds à voûtes sont décorés à fresque de blasons et ornements divers.

## Productions

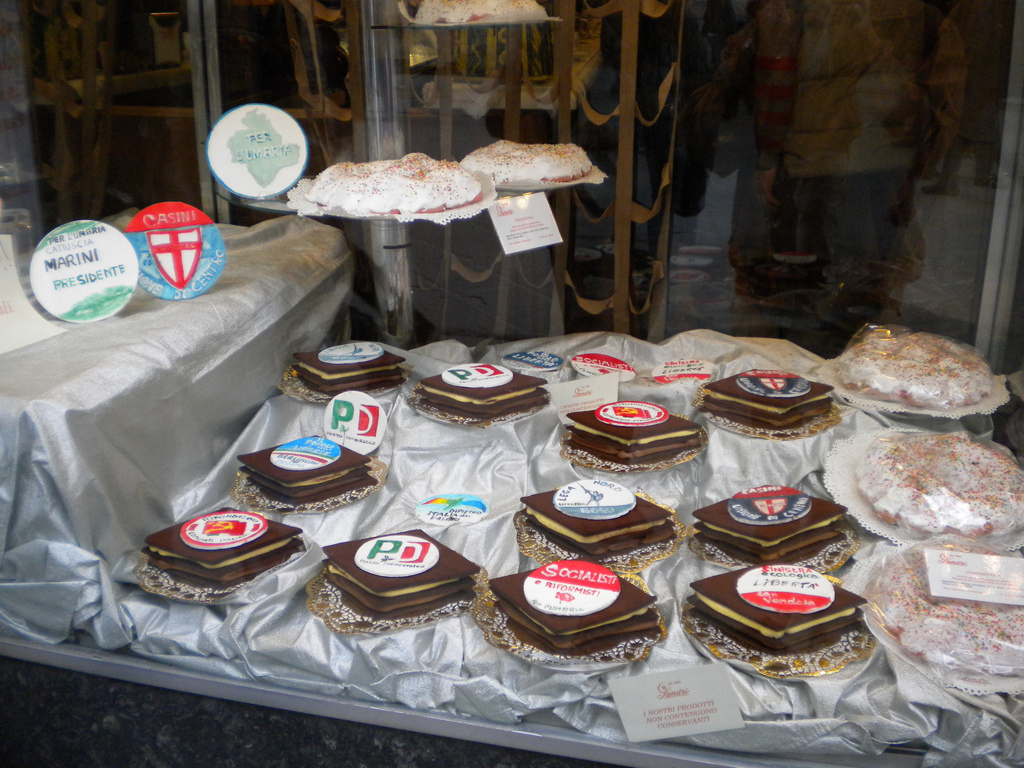
Vitrine avec blasons des partis politiques lors des élections régionales de 2010.

L'attention apportée au détail et l'artisanat dans l'élaboration de la confiserie font la renommée du salon Sandri, surtout pour la pâtisserie de tradition locale.
Depuis le XXe siècle les confiseries présentées en vitrine sont d'un thème de l'activité prédominante en ville.
Par exemple, pour l'exposition sur le Pérugin, un grand gâteau représente une Madone de l'« artiste divin » ; pour la restauration de la fontaine, symbole de la ville, sa copie en chocolat blanc.  

### Mets originaux
- Torcolo di San Costanzo, gâteau roulé fourré, typique de la fête patronale du 29 janvier.
- Le Pinoccate
- La Ciaramicola, gâteau de Pâques, fait avec du beurre, blancs d'œufs, archemens, saupoudré de sucre et de farine colorée, dont la diffusion est strictement limitée  à Pérouse.
- Meditazione (chocolaterie),
- Regina dei Sogni,
- Pralines maison
- Café torréfié maison, au bois.